# De infiltrant
De infiltrant is een Vlaamse krimi-actieserie van Eyeworks voor VTM met in de hoofdrollen Geert Van Rampelberg, Dirk Roofthooft, Natali Broods, Peter Van den Begin en Wouter Hendrickx. 

## Verhaal
Meesteroplichter Danny Desmedt (Geert Van Rampelberg) vreest, nu er nieuwe klachten tegen hem lopen, dat een verblijf in de gevangenis onafwendbaar wordt. Marc Potvin (Peter Van den Begin), de directeur van de Federale Gerechtelijke Politie, heeft echter een voorstel voor Desmedt: in ruil voor imuniteit moet Desmedt infiltreren in de gevaarlijke drugsbende van Freddy Bernaerts (Dirk Roofthooft).

## Rolverdeling
| Acteur               | Personage        |
| -------------------- | ---------------- |
| Geert Van Rampelberg | Danny Desmedt    |
| Peter Van den Begin  | Marc Potvin      |
| Dirk Roofthooft      | Freddy Bernaerts |
| Wouter Hendrickx     | Lars Devuyst     |
| Natali Broods        | Karen Hofman     |

## Achtergrond
De opnames voor de reeks gingen in februari 2017 van start en liepen tot juni 2017. Er werden voornamelijk opnames gemaakt in Antwerpen. Tevens werd er gefilmd in Brussel en Spanje.

## Ontvangst
De serie werd goed onthaald en werd wekelijks door 500.000 live-kijkers bekeken, en uitgesteld tot 750.000.